# Скриптовий вірус
Скриптовий вірус — це комп'ютерний вірус, написаний мовами Visual Basic, Basic Script, Java Script та подібними скриптовими мовами.
На комп'ютер користувача такі віруси, частіше за все, проникають у вигляді поштових повідомлень, що містять у вкладеннях файли-сценарії. Програмний код вірусу також може бути вбудованими безпосередньо в HTML-документ і в такому випадку інтерпретуватися браузером.
Документ з вірусом може бути отриманий з віддаленого сервера, або відкритий з локального диска.